# Santa Cecilia e storie della sua vita
Santa Cecilia e storie della sua vita è un dipinto a tempera e oro su tavola (85x181 cm) del Maestro della Santa Cecilia, databile a dopo il 1304 e conservato nella Galleria degli Uffizi a Firenze.

## Storia
L'opera, un dossale d'altare tra i più significativi della scuola fiorentina del Trecento, proviene dalla distrutta chiesa di Santa Cecilia a Firenze. Giovanni Villani ricorda come l'edificio fu ricostruito dopo un disastroso incendio nel 1304, e l'opera deve risalire a un periodo immediatamente successivo, quando Giotto era ancora in vita e quello che è stato indicato come "Maestro della Santa Cecilia" proprio a partire da questa tavola (Cavalcaselle e Frey), era uno dei suoi più stretti collaboratori, autore anche di alcune delle Storie di san Francesco ad Assisi. In Santa Cecilia l'opera venne vista dal Vasari, che la attribuì a Cimabue.

## Descrizione e stile
La pala mostra al centro, in tutta la sua figura, Santa Cecilia in trono. Evidenti sono i rimandi in questa rappresentazione alle coeve novità di Cimabue e Giotto, infatti il trono è già in prospettiva intuitiva, e ha un traforo sui lati, a mo' di ciborio, come compare poi, anni dopo, anche nella Maestà di Ognissanti di Giotto. Essa tiene in mano la palma del martirio e un libro ed ha un'espressione sorridente. La sua figura, a differenza dei personaggi stilizzati nell Storie, è plastica e massiccia, quasi dilatata come nelle migliori opere giottesche.
Ai lati si trovano, in due gruppi simmetrici, otto storie della sua vita, secondo uno schema che affonda le radici nell'arte duecentesca. Si leggono da sinistra a destra, dall'alto in basso, prima nella metà sinistra e poi in quella destra:
- Banchetto di nozze di santa Cecilia e san Valeriano
- Santa Cecilia converte san Valeriano
- San Valeriano incoronato da un angelo
- Santa Cecilia predica a san Valeriano e san Tiburzio
- Battesimo di san Tiburzio
- Santa Cecilia che predica pubblicamente
- Santa Cecilia davanti al prefetto
- Martirio di santa Cecilia

Le storie ricordano il casto matrimonio tra Cecilia e Valeriano, la loro partecipazione attiva al Cristianesimo e l'arresto e martirio della santa. Mancano attributi che rimandino al patronaggio della musica da parte della santa, poiché legati a un culto che si diffuse solo nel XVI secolo.
Le scene sono caratterizzate da un realismo minuto, con un'attenzione preponderante ai fondali architettonici e alla collocazione delle figure nello spazio, come in una riduzione in scala degli affreschi di Assisi. L'intuitività della prospettiva è testimoniata ad esempio nella scena del Banchetto, in cui il tavolo è scorciato in maniera diversa dalla stanza. Le figurette invece appaiono ancora legate alla scuola bizantina, con proporzioni allungate e atteggiamenti convenzionali, nonostante una certa vivacità in alcune scene.
Da indagini effettuate in recenti indagini diagnostiche (2023-2024), sono emerse le tracce delle iscrizioni che erano apposte a commento delle scene, oggi malamente visibili per la perdita del colore blu che faceva da sfondo alle scritte dorate.